# Blaise Pascal (miniserie televisiva)
Blaise Pascal è una miniserie TV italiana in due parti del 1972 diretta da Roberto Rossellini.

## Trama

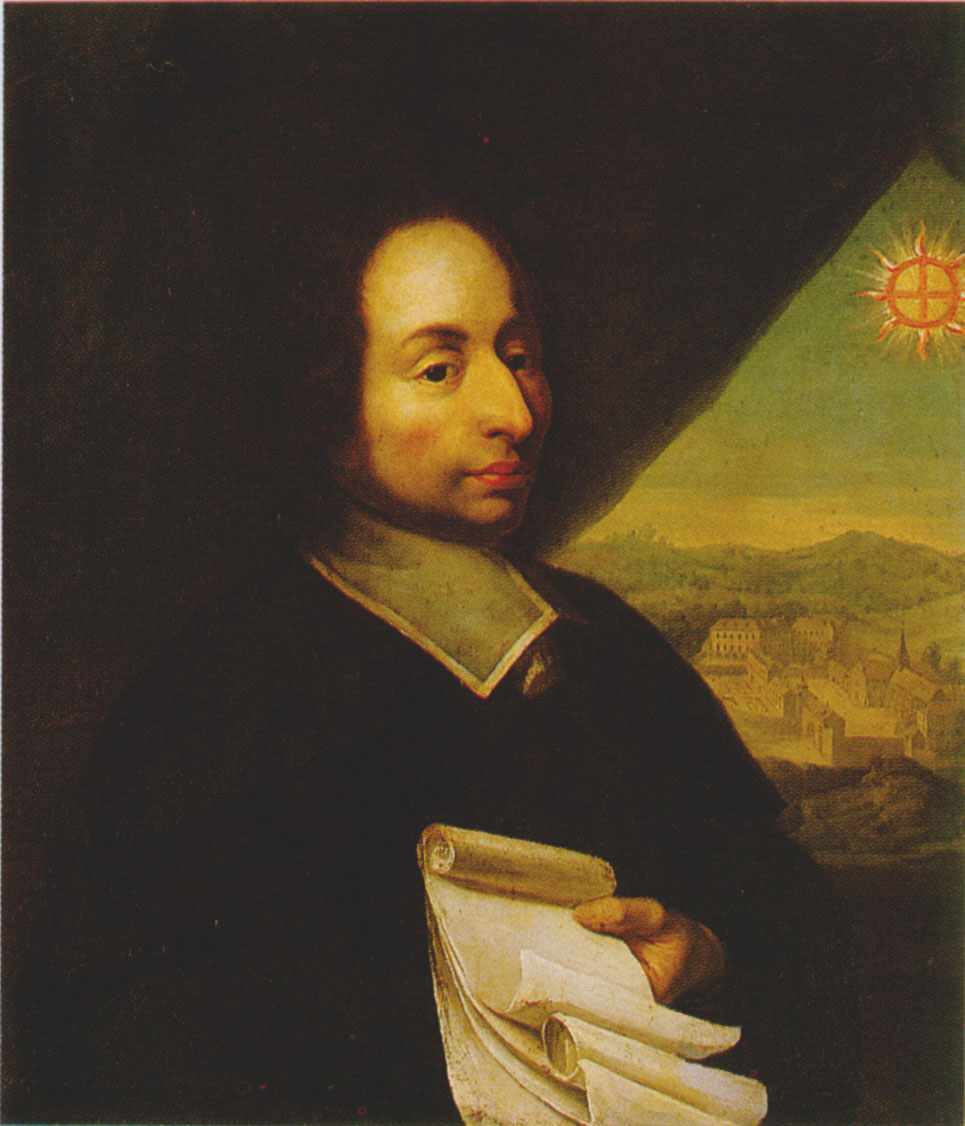
Ritratto di Pascal

In Francia, verso gli inizi del 1650, il giovane Blaise Pascal è uno studioso molto abile ed intelligente che vive studiando i principi della matematica e della meccanica già introdotti da René Descartes (meglio noto come Cartesio), l'inventore del piano cartesiano e soprattutto promotore di una filosofia che racchiude le caratteristiche dell'inconscio e dell'essenza che agisce libera (Dio) e dell'essere che è costretto a finire e che non agisce liberamente (le creature viventi, in particolare l'uomo). Egli pubblica come prima opera un saggio di geometria e matematica in cui spiega le coniche che formerebbero una stella non di cinque bensì di sei punte. Tuttavia Pascal non viene compreso completamente dai coetanei, a causa del suo genio precoce.

Essendo inoltre molto debole di salute, Pascal passa la maggior parte dei suoi giorni a letto con la febbre, quando non s'imbatte in un gruppo di pensatori di una nuova filosofia che aiutarono il padre dopo una brutta caduta: il giansenismo, nato da Giansenio. Blaise Pascal rimane colpito dalle teorie dei giansenisti, ossia che loro si dichiarano membri di una stretta cerchia ordinata da Dio che avrebbe il compito di diffondere il sapere a tutto il mondo; mentre, sempre secondo le loro teorie, la Chiesa sino ad allora aveva pensato solo ai suoi comodi, sfruttando la povera e ignorante gente.

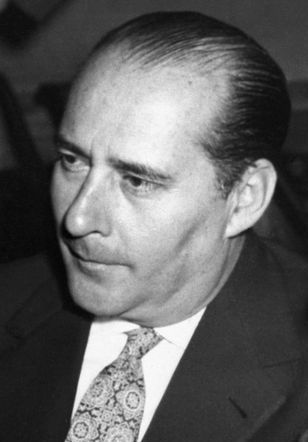
Roberto Rossellini, il regista

Pascal sino a quel momento aveva concepito Dio come un qualcosa di impalpabile e superiore che avrebbe generato il mondo, i pianeti e tutto ciò che l'uomo conosce grazie anche alle recenti scoperte scientifiche. Così, passati due anni, nel 1653 Pascal ha una visione durante una notte in cui gli appare Dio che gli comunica di diffondere le sue leggi e le sue regole scritte sulla Bibbia. Inizialmente Pascal non sa come comportarsi perché ormai tutti dovrebbero conoscere le Sacre Scritture, ma non è così. Infatti nei secoli i Papi e i cardinali avevano stravolto i Comandamenti e le Leggi di Cristo e dei profeti, riadattandole in maniera che loro, servendosi di essi, facessero ciò che volevano, garantendo la continuità del loro potere assoluto. Pascal quindi analizza i principi e i sermoni principali di Giovanni Battista ed Isaia che annunciano l'arrivo di Gesù e minacciano il Castigo Eterno per chi non rispetta le leggi di Dio.
Partendo dallo spunto di diffondere il giansenismo, Pascal coglie l'occasione per riflettere anche sull'animo umano e sulla complessità delle idee di ognuno, concludendo che Cartesio si era servito di Dio solo per dare un'origine ai suoi principi da trattare sulla meccanica. Secondo Pascal l'animo umano, assieme ai suoi pensieri, è sempre travagliato e diviso sulle giuste strade da percorrere per giungere alla Verità. Lo spirito è sempre caratterizzato da una ricerca interiore e soprattutto diviso dalla filosofia. Questo pensiero, afferma Pascal nella sua ultima opera importante, può essere concepito sia da un punto di vista cattolico che da uno scientifico per la ricerca delle scoperte. Inoltre Pascal, avrebbe voluto che l'uomo tornasse ai veri valori del Cristianesimo, abbandonando tutte le cose futili, ma muore a 39 anni, dieci anni dopo la sua "conversione".